# 비카
비카(포르투갈어: bica)는 포르투갈의 커피이다. 이탈리아의 에스프레소와 비슷하지만, 원두를 조금 덜 강하게 로스팅하고, 조금 덜 곱게 갈기 때문에 맛이 더 부드럽다. 데미타스 잔에 낸다.